# احمدآباد (تفرش)
احمدآباد (تفرش)، روستایی از توابع بخش مرکزی شهرستان تفرش در استان مرکزی ایران است.

## جمعیت
این روستا در دهستان رودبار قرار دارد و براساس سرشماری مرکز آمار ایران در سال ۱۳۸۵، جمعیت آن ۳۱ نفر (۷خانوار) بوده‌است.شغل افراد روستا دامداری و کشاورزی می باشد.

## جاذبه های طبیعی
این روستا در کوهپایه رشته کوه امجک قرار گرفته و غار امجک (در زبان محلی اژدرها مغاری)در ارتفاع 1900متری و غار آهنگر(به زبان محلی دمیرچی مغاری)در این رشته کوه قرار دارند.بلند ترین نقطه رشته کوه امجک دارای ارتفاع تقریبی 2500 متر می باشد که در فصل زمستان پوشیده از برف است.در دامنه های رشته کوه امجک شاهد رویش مراتع جنگلی تنک از درختان انجیل می باشیم که به نوبه خود منحصر به فرد است و وجه تمایز این رشته کوه افسانه ای سایر نقاط شهرستان قرار گرفته.رشته کوه امجک مشرف به دو روستای احمدآباد (شرق کوه پایه)و کوره(غرب کوه پایه)می باشد و رودخانه دائمی قره چای از کنار آن درست در روستای کوره عبور می کند .از جاذبه های طبیعی دیگر محل معروف به سلطان امجک که وجه تسمیه ترکی بین افراد محلی روستا دارد،دو عدد رسوب سنگی قرار گرفته در سقف محل کوهستان که مانند سینه مادر ، حاصله خروج آب آهکی از دل کوهستان می باشد.
از دیگر جاذبه های طبیعی این روستا قنات دائمی و همچنین محل ردپای شتر به زبان محلی دوه ایزی در میان تپه های پایین رشته کوه است.مراتع بهاری و سرسبز روستا همه ساله در فصل بهار مورد استقبال گردشگران بسیاری قرار می گیرد که ازمناطق همجوار راهی روستای احمدآباد می شوند.

## حیات وحش
حیات وحش این منطقه شامل  کل، بز، روباه، گربه کوهی، گرگ خاکستری و انواع پرندگان و جوندگان فلات مرکزی ایران است.در گذشته ای نه چندان دور به تعریف اهالی روستا کوهستان امجک زیستگاه زندگی پلنگ ایرانی نیز بوده که در سال های اخیر گزارشی مبنی بر حضور پلنگ در منطقه ارائه نشده.فصل زمستان بهترین فصل جهت بازدید حیات وحش این منطقه می باشد.